# Паркер, Эдуард, 12-й барон Морли
Эдуард Паркер (англ. Edward Parker; приблизительно 1550 — 1618) — английский аристократ, 12-й барон Морли с 1577 года.

## Биография
Эдуард Паркер принадлежал к знатному и богатому роду, представители которого владели землями в Норфолке и титулом баронов Морли. Он был сыном Генри Паркера, 11-го барона Морли, и Элизабет Стэнли. Эдуард родился приблизительно в 1550 году, а в 1577 году, после смерти отца, стал 12-м бароном Морли. В 1586 году он был в числе пэров, приговоривших к смерти Марию, королеву Шотландии.
Барон был женат дважды. Его первой женой стала Элизабет Стэнли, дочь Уильяма Стэнли, 3-го барона Монтигла, и Энн Лейбёрн. В этом браке родились:
- Уильям, 4-й барон Монтигл и 13-й барон Морли;
- Генри[3];
- Чарльз[4];
- Мэри, жена Томаса Абингтона[англ.][5];
- Элизабет, жена сэра Александра Барлоу[6];
- Фрэнсис, жена Кристофера Данби[7][8].

Вторым браком Эдуард Паркер женился на Гертруде Денис, дочери сэра Роберта Дениса и вдове Джона Арундела.